# نانسي كوين
نانسي ف. كوين (بالإنجليزية: Nancy Koehn)‏ (من مواليد 1959) هي مؤلفة ومؤرخة أعمال في كلية هارفارد للأعمال في بوسطن، ماساتشوستس، حيث تعمل كأستاذة إدارة الأعمال جيمس إي. روبيسون، وكانت باحثة زائرة خلال الفترة 2011-2013. وهي أيضًا عضو في كلية الآداب والعلوم بجامعة هارفارد، في قسم الاقتصاد.

## التعليم
- بكالوريوس في التاريخ ( فاي بيتا كابا )، جامعة ستانفورد
- ماجستير في السياسات العامة، كلية كينيدي للحكومة، جامعة هارفارد
- ماجستير، جامعة هارفارد ( التاريخ الأوروبي )
- دكتوراه، جامعة هارفارد ( التاريخ الأوروبي )

## الحياة المهنية
كوين هي مؤرخة أعمال في كلية الفنون والعلوم في جامعة هارفارد وكانت مؤرخ أعمال في كلية هارفارد للأعمال منذ عام 2011 (تقول بعض المصادر عبر الإنترنت عام 1991).[بحاجة لمصدر] بدأت كباحثة زائرة (2011-2013)، ثم عُرض عليها منصب أستاذ جيمس إي. روبيسون لإدارة الأعمال، والذي تشغله منذ عام 2013. وكان سلفها في هذا الكرسي هو جيمس كاش جونيور.
يتم الاستشهاد بكوهن على نطاق واسع في الراديو والتلفزيون، وهي مساهم مميز منتظم في محطة WGBH، وهي محطة إذاعية تتبع الإذاعة الوطنية العامة في بوسطن، ماساتشوستس، بالقرب من كلية هارفارد للأعمال. لقد كانت متحدثة في المنتدى الاقتصادي العالمي في دافوس، ومهرجان أفكار معهد أسبن، ومنتدى الأعمال العالمي، وظهرت في برنامج American Experience، وبرنامج صباح الخير يا أمريكا، وبرنامج Bloomberg Television، وبرنامج Moneywheel على قناة سي إن بي سي، وبرنامج The NewsHour، وبرنامج Biography على قناة إيه أند إي، وبرنامج Money Line على قناة سي إن إن، والعديد من البرامج التلفزيونية الأخرى. تكتب بانتظام لصحيفة نيويورك تايمز، وصحيفة واشنطن بوست، وصحيفة هافينغتون بوست، وموقع هارفارد بيزنس ريفيو الإلكتروني، كما أنها معلق منتظم على قناة بي بي سي . تستشيرها العديد من الشركات للحصول على إرشادات استراتيجية. وهي أيضا مديرة شركة Fashion To Figure، وهي شركة بيع بالتجزئة للملابس، وشركة Tempur Sealy International .

### التعيينات الأكاديمية
- 2004–2011: محاضر، تخصص التاريخ والأدب، قسم الاقتصاد، كلية الآداب والعلوم، جامعة هارفارد، كامبريدج، ماساتشوستس
- 2011–2013: باحث زائر، كلية هارفارد للأعمال، ألستون، ماساتشوستس
- 2013 حتى الآن: أستاذ إدارة الأعمال جيمس إي. روبسون، كلية هارفارد للأعمال، ألستون، ماساتشوستس

## التأليف
في كتابه "مُصاغ في الأزمة"، يستكشف كوين الصفات التي تجعل من الشخص قائدًا عظيمًا، مستخدمًا أمثلة إرنست شاكلتون، وأبراهام لينكولن، وديتريش بونهوفر، وراشيل كارسون، وفريدريك دوغلاس. أصبح الكتاب من أكثر الكتب مبيعًا في صحيفة وول ستريت جورنال في نوفمبر 2017. أولت اهتمامًا كبيرًا بالمرأة في القيادة، وكتبت كتابين عن أوبرا وينفري، وكان لها دور في منحها الدكتوراه الفخرية من جامعة هارفارد.

## الحياة الشخصية
كوين عزباء وهي أحد الناجين من سرطان الثدي. تصف نفسها بأنها "فارسة متعطشة"، وعلى موقعها الشخصي، "معلمة، وراكبة، وشاعرة، وحاجّة". إنها تشير غالبًا إلى حبها للخيول، وركوب الخيل، ورعايتها للخيول الثلاثة.

## أعمالها

### الكتب
- صُنعت في الأزمات: قوة القيادة الشجاعة. Scribner. 2017. ص. 528. ISBN:978-1-5011-7444-5., spotlights five masters of crisis: polar explorer Ernest Shackleton؛ President Abraham Lincoln؛ abolitionist Frederick Douglass؛ Nazi-resisting clergyman Dietrich Bonhoeffer؛ and environmental crusader Rachel Carson.
- Oprah (Brand) Renew (2011)
- Oprah: Leading with Heart (2011)
- إرنست شاكلتون: استكشاف القيادة, (2010: (ردمك 978-0-9830-0011-2); 2012)
- قصة الأعمال الأمريكية: من صفحات صحيفة نيويورك تايمز (2009، مطبعة هارفارد للأعمال), (ردمك 978-1-5913-9683-3)
- جديد تمامًا: كيف اكتسب رواد الأعمال ثقة المستهلكين من ويدجوود إلى ديل (2001, (ردمك 978-1-5785-1221-8))
- قوة التجارة: الاقتصاد والحوكمة في الإمبراطورية البريطانية الأولى (1994, (ردمك 978-0-8014-2699-5)):[4]

### المساهمة بالتأليف
- الرأسمالية الإبداعية: حوار مع بيل جيتس ووارن بافيت وغيرهما من القادة الاقتصاديين (2008)
- تذكر من أنت: قصص حياة تلهم القلب والعقل (2004)
- الجمال والأعمال (2000)
- المستثمر الفكري المغامر: جون إتش ماك آرثر وعمل كلية هارفارد للأعمال، 1980-1995 (1999)
- خلق الرأسمالية الحديثة: كيف انتصر رواد الأعمال والشركات والدول في ثلاث ثورات صناعية (1997)
- الإدارة في الماضي والحاضر: كتاب دراسات حالة عن تاريخ الأعمال الأمريكية (1995)

### دراسات الحالة لكلية هارفارد للأعمال
كتبت نانسي كوين وأشرفت على دراسات حالة الأعمال في كلية هارفارد للأعمال، بما في ذلك:
- شركة ستاربكس
- بونو ويو تو
- سيليست بيدفورد ووكر
- كمبيوتر ديل
- إرنست شاكلتون
- إستي لودر
- هنري هاينز
- ملعب مارشال
- ميلتون هيرشي
- أوبرا وينفري
- ألبان ستونيفيلد
- اسواق الأطعمة الكاملة [الإنجليزية]
- ويدجوود